# Solomys sapientis
Solomys sapientis és una espècie de mamífer rosegador de la família dels múrids. Són rosegadors de dimensions mitjanes, amb una llargada de cap a gropa de 188 a 215 mm, i amb una cua de 190 a 257 mm. Viu en boscs tropicals humits de fins a 30 msnm a l'Illa de Santa Isabel, a les Illes Salomó.